# Pura Lorenzana
María Pura Lorenzana Prado (Villasante, 5 de febrero de 1911-Santiago de Compostela, 1 de diciembre de 1997) fue una historiadora, docente universitaria y de enseñanza secundaria e inspectora española.

## Trayectoria
En 1925, se matriculó en la Facultad de Derecho de la Universidad de Santiago de Compostela, siendo la primera gallega en hacerlo, y se licenció en 1928. Posteriormente se doctoró en Filosofía y Letras en la Universidad de Madrid. Participó en las investigaciones sobre los bosques de Saviñao en campañas financiadas por la Comisión de Estudios de Galicia, siendo pionera en el campo de la arqueología de campo gallega.  
Trabajó como profesora ayudante de la Facultad de Filosofía y Letras de la Universidad de Santiago de Compostela en 1930. Ese mismo año, ingresó en el Seminario de Estudos Galegos. Posteriormente, también ejerció como profesora de Lengua y Literatura del Instituto de Enseñanza Media Calderón de la Barca de Madrid entre 1931 y 1936, compatibilizándolo con sus estudios de doctorado. Durante estos años, fue también directora del Colegio Nuestra Señora de Loreto de Madrid y miembro de la Sociedad Anónima de Enseñanza Libre.
Compartió el nacionalismo católico conservador de Vicente Risco, y pronunció una conferencia sobre el nacionalismo gallego en la sede de la Xuventude Católica Femenina de Compostela, que fue publicada en 1931 por el político Ánxel Casal. Instalada a la derecha del galleguismo, la evolución de los acontecimientos la llevó a apoyar el golpe de Estado en España de julio de 1936. 
Profesora de instituto de Lengua y Literatura y Geografía e Historia en Tuy y Orense durante la guerra civil española, en Orense ocupó diversos cargos políticos al servicio del Gobierno de Burgos: depuradora de Bibliotecas Públicas, delegada provincial de Frentes y Hospitales y organizadora de Servicios Culturales del Hogar. En 1940, el Ministerio de Guerra del Gobierno de Franco le concedió la Medalla de Campaña de Retaguardia por méritos y servicios.
Tras la guerra civil, compaginó la docencia universitaria y en enseñanza secundaria, y fundó en 1939 el Instituto Rosalía de Castro en Santiago de Compostela, del que fue su primera directora, permaneciendo en el cargo quince años. Presentó su tesis doctoral en 1949, con el título El viaje de Sebastián Vizcaíno a las costas de California y obtuvo una plaza de Inspectora de Enseñanza Media en 1956, trabajando de inspectora general de distrito hasta su jubilación. En 1963 se le concedió la Orden Civil de Alfonso X el Sabio.
Falleció en Santiago de Compostela el 1 de diciembre de 1997.

## Reconocimientos
En 2020, fue incluida dentro del proyecto “Mujeres Investigadoras en los Archivos Estatales (1900-1970)” para la descripción archivística y creación de un micrositio específico en el Portal de Archivos Españoles (PARES), desarrollado entre 2020-2023. Este proyecto ha sido impulsado por la Subdirección General de Archivos Estatales, con el objetivo visibilizar la labor de investigación realizada en España por las mujeres en el intervalo 1900-1970 partiendo de los registros documentales que se conservan en los Archivos de Gestión de los AAEE del Ministerio de Cultura (el Archivo Histórico Nacional, el Archivo de la Corona de Aragón, el Archivo General de Simancas, el Archivo General de Indias, el Archivo de la Real Chancillería de Valladolid, el Archivo General de la Administración y el Centro de Información Documental de Archivos).